# Stefan Pasborg

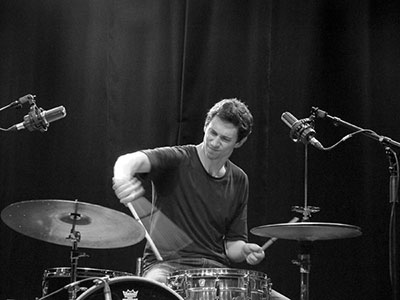
Stefan Pasborg

Stefan Pasborg (Kopenhagen, 6 december 1974) is een Deense drummer, percussionist, bandleider en componist in de jazz, geïmproviseerde muziek en funk.

## Biografie
Pasborg's moeder en stiefvader waren balletdansers, thuis werd beheerst door klassieke muziek. Als kleuter kreeg hij een drumstel van Alex Riel, een vriend van de familie, Riel werd ook zijn eerste drumleraar. Hij studeerde later aan het Rytmisk Musikkonservatorium in zijn geboortestad, zijn leraren waren o.m. Niels-Henning Ørsted Pedersen, Ed Thigpen, Horace Parlan en Atilla Engin. Met dertien jonge musici uit zijn studieomgeving richtte hij het onafhankelijke platenlabel ILK Music op, waarop later platen van hem uitkwamen.
Pasborg heeft als drummer opgetreden en of opgenomen met internationale musici als John Tchicai, Miroslav Vitouš, Ellery Eskelin, Tim Berne, Palle Danielsson, Marc Ducret, Anders Jormin, Michael Formanek, Tomasz Stańko, Carsten Dahl, Jesper Zeuthen, Ray Anderson, Majid Bekkas, Mikko Innanen, Rent Romus en Lotte Anker. Hij heeft getoerd in Europa, Amerika en Azië.
In 2004 kreeg hij twee Danish Music Awards, een in de categorie 'New Name of the Year' en een voor zijn album 'Toxikum' ('Jazz Discovery of the Year'). In die tijd ging hij ook spelen in een trio, Ibrahim Electric, een groep met gitarist Niclas Knudsen en organist Jeppe Tuxen. Het is een van de belangrijkste projecten van Pasborg, bijna ieder jaar is er een album van het drietal uitgekomen. Een andere groep van Pasborg is Odessa 5 (met Anders Banke, Jonas Müller, Jakob Munck en Mads Hyhne). In 2011 kreeg hij een Danish Music Award voor een plaat van deze band, 'X-tra Large'. Hij maakt ook regelmatig een plaat in duo-bezetting. Een van de laatste projecten is het trio Firebirds (met Anders Banke en Anders Flipsen). Hun eerste album bevatte interpretaties van balletmuziek van Strawinsky.

## Discografie (selectie)
- Delirium (met Mikko Innanen), Fiasko Records - 2002
- Stefan Pasborg /  Liudas Mockunas: Toxikum (met Marc Ducret en John Tchicai), ILK Music - 2003[3]
- Ibrahim Electric (met Niclas Knudsen en Jeppe Tuxen), ILK Music - 2004
- Ibrahim Electric Meets Ray Anderson, Stunt Records - 2005
- Fra De Varme Lande (met Niclas Knudsen, Anders Vesterdahl en Jakob Munck), ILK Music 2006
- Ibrahim Electric: Album Absinthe, Stunt Records 2006
- Ibrahim Electric Meets Ray Anderson - Again, Stunt Records 2007
- Triplepoint (met Marc Ducret, John Tchicai, Ray Anderson en Ellery Eskelin), ILK Music 2007
- Pasborg's Odessa 5, Stunt Records 2008[4]
- Ibrahim Electric: Brothers of Utopia, Target Records - 2008
- Pasborg's Odessa 5: X-tra large, Stunt Records 2010
- Ibrahim Electric: Royal Air Maroc, Target Records 2010
- Green Side Up (met Mikko Innanen, Kasper Tranberg, Jonas Westergaard), ILK Music 2011
- Free Moby Dick (met Mikko Innanen, Liudas Mockunas, Nicolai Munch-Hansen), ILK Music 2012
- Ibrahim Electric: Isle of Men, Target Records 2012
- Axel Riel  / Stefan Pasborg: Drumfaces, Stunt Records 2013
- Ibrahim Electric: Rumours from Outer Space, ILK Music 2014
- Stefan Pasborg / Carsten Dahl: Live at SMK, ILK Music 2015[5]